# 安靖村
23°32′57.0″N 120°35′03.0″E / 23.549167°N 120.584167°E
安靖村是中華民國臺灣嘉義縣梅山鄉轄下的行政區。位於嘉義縣東北方，北鄰梅山鄉半天村，西鄰梅山鄉大南村，南鄰竹崎鄉，東接梅山鄉太平村。
面積約4.02平方公里，行政區包含11個鄰。聚落內的漳武宮、真武宮、百年古梅及老龍眼樹為該村景點。

## 地理
安靖村為梅山鄉中央部分淺山區最南端的聚落，不少地名與中國大陸移民有關，例如：
- 南靖寮：地名來源為移住民從福建省南靖縣移居到此，為紀念家鄉而得名。
- 樟普寮：地名來源自中國福建省樟埔縣的移民，為紀念家鄉而得名。

## 聚落歷史
安靖村目前區域由西側柿仔寮及南側詔安寮兩個聚落組成。
- 柿仔寮：昔日聚落以吳氏宗族為主，產業主要為龍眼、檳榔種植，近年轉型為種植蘭花為主。
- 詔安寮：於明朝時始有中國福建移民，產業方面近年由橘園逐漸轉為蘭花種植。

## 教育
本區域內目前設有大南國小安靖分校。國小學區為大南國小安靖分校；國中學區為梅山國中。
大南國小安靖分校創立於1958年，時為安靖國小。2012年改制為大南國小安靖分校。

## 文化資產
本區域內有4間廟，供奉主神多受中國福建移民影響：
- 樟埔寮漳武宮[2]：主神為玄天上帝。建立於1979年。
- 詔安寮真武宮[3]：主神為玄天上帝。建立於1810年。戰後經歷數次修建，最近一次是在1989年。
- 詔安慈惠堂[4]：主神為王母娘娘。建立於1972年。
- 水井福德祠[5]：主神為土地公。建立年代不詳，但廟內有一石鑄香爐頗具歷史，雕有甲寅年拾壱月澎湖廳黃斷谷。後於1986年重建。

## 景點
- 安靖古道：建立於1972年。為竹崎鄉的鹹菜甕及安靖村的居民通往梅仔坑的古道，全長約10公里，由古石一階一階鋪成。
- 安靖古梅：樹齡已逾300年。古梅樹位於安靖村湖底葉金芳先生住宅的後山，從清朝時代就種植至今。

## 其他特色

### 產業

#### 竹編工藝
安靖村早年多以編制竹器為主，隨著竹藝產業式微，當地竹藝師開始全台教學推廣，希望藉此保留傳統文化。

### 出身名人
吳朝熙(1930年-)是書法家。2014年獲得全國創意書法獎。